# Paralcis auropurpurea
Paralcis auropurpurea är en fjärilsart som beskrevs av W. Warren 1907. Paralcis auropurpurea ingår i släktet Paralcis och familjen mätare. Inga underarter finns listade i Catalogue of Life.